# 虛擬執行系統
虛擬執行系統 (Virtual Execution System) 是一個可執行受管理程式碼 (Managed Code) 的執行環境，它提供了執行受管理程式碼所需要的內建資料型別 (data type) 以及假定的機器型態與狀態設定、流程控制與例外處理等參數。
它提供了 MSIL 程式指令所需要的支援。